# 야마나카 이노
야마나카 이노(山中 いの)는 만화 《나루토》의 등장인물이다.